# Зелена линия (Кипър)
Зелената линия (или буферна зона на ООН в Кипър) е демаркационна линия, която де факто разделя остров Кипър на две части: гръцка (южна) и турска (северна). Пресича кипърската столица Никозия. Охранява се от Мироопазващите сили на ООН в Кипър.

## География
Зоната се простира на 180 km, като започва от западната част на острова, близо до малкото градче Пиргос и стига на изток южно от Фамагуста. Тя преминава през центъра на стария град в Никозия, като по този начин разделя града на северна и южна част. Ширината на линията се колебае между 3,3 m в централна Никозия, до 7,4 километра в Афиену.
На територията на линията има четири населени места: Пила, Афиену, Трули и Дения.

## История
Терминът „Зелена линия“ е въведен през 1964 година, когато в резултат от размирици между местните гърци и турци, започнали на Коледа, столицата е разделена на гръцки и турски квартал. Наречена е така, тъй като писалката, използвана от генерал-майор Питър Йънг от ООН, с която той изтегля чертата на карта на града е зелена. През 1974 след турската инвазия в Кипър (Операция Атила), ООН установява Зелената линия като граница между двете части на острова. Тази линия разделя остров Кипър и до днес.